# 454
سنة 454 م (بالأرقام الرومانية: CDLIV) كانت سنة بسيطة تبدأ يوم الجمعة (الرابط يظهر نموذج الجدول الزمني الكامل للسنة) من التقويم اليولياني. بدأت تسمية السنة ب454 منذ العصور الوسطى المبكرة، عندما أصبح تقويم أنو دوميني هو الأسلوب السائد في أوروبا لتسمية السنوات.

## مواليد
- ثيودريك

## وفيات
- أيتيوس
- ديوسقورس الأول (بابا الإسكندرية)